# Instituto Árni Magnússon
O Instituto Árni Magnússon (islandês:Stofnun Árna Magnússonar í íslenskum fræðum, ou apenas Árnastofnun na linguagem do dia a dia) é um instituto em Reiquiavique, na Islândia, cuja função é recolher, conservar, estudar e divulgar manuscritos medievais islandeses.

Está localizado na Universidade da Islândia, na capital do país.

Uma parte do acervo do instituto está exposta permanentemente na Safnahúsið (português: Casa do Museu).

O dador do nome é Árni Magnússon (1663-1730), um filólogo islandês que dedicou a sua vida a procurar e guardar manuscritos em nórdico antigo.

## Manuscritos notáveis
Entre os documentos guardados  há a destacar:
- Íslendingabók (AM 113 fol)
- Möðruvallabók (AM 132 fol)
- Parte de Hauksbók, contendo o Landnámabók e o Kristni saga (AM 371 4to)
- Flateyjarbók (GKS 1005 fol)
- Edda em prosa (GKS 2367 4to)
- Codex Regius (GKS 2365 4to), contendo a Edda Poética)